# مانانگاتانگ
مانانگاتانگ (به انگلیسی: Manangatang) ‎/məˈnæŋɡətæŋ/‎ یک شهر دورافتاده در شمال غرب استرالیا ایالت ویکتوریا است. در سرشماری ۲۰۱۱، ۴۷۹ نفر جمعیت داشته است. گاهی اوقات به خاطر نام غیرمعمول آن، از اصطلاح مانانگ Aboriginal - "manang" به معنی زمین و از هم جدا "kaaiti" به معنی آب بیان شده است.

## حمل و نقل
مانانگاتانگ در مسیر خط راه‌آهن رابینوال (به انگلیسی: Robinvale) قرار دارد. پایانه این راه‌آهن در سال ۱۹۱۴ میلادی تأسیس شده تا اینکه خط در سال ۱۹۲۱ گسترش یافت. سرویس حمل مسافر به ایستگاه راه‌آهن مانانگاتانگ در سال ۱۹۷۸ میلادی متوقف شد. بزرگراه مال‌لی از راه‌آهن و جاده رابین‌ویل - سی لیک در مانانگاتانگ عبور می‌کند.
راه‌آهن آووکا قرار است به عنوان راه‌آهن باربری (از سال ۲۰۱۷) بازگشایی شود. پس از ارتقاء بتواند بارهایی با وزن ۲۱ تن حمل کند، با مصرف بیش از ۱۰۰٫۰۰۰ بتن ریزی، ارتقا یابد. بازگشایی فاز دوم این خط در درجه اول، اجازه حمل ماسه‌های معدنی از مانانگاتانگ به یک کارخانه فرآوری در همیلتون، ویکتوریا می‌دهد.

## تاریخچه
منانگاتانگ در سال ۱۹۱۵ به عنوان شهر برگزیده شد. در ژانویه سال ۱۹۱۹ میلادی، ایستگاه پلیس محلی تأسیس شد. در سال ۱۹۳۰ برخی از مهاجران برون‌کوچی در آن اسکان یافتند. خانم دلا دیلون در سال ۱۹۱۲ یک فروشگاه در این شهر افتتاح کرد.
اداره پست در ۶ ژانویه ۱۹۱۳ در شهرک افتتاح شد. خانم آلیس مک کینون از آن زمان تا سال ۱۹۵۸ هنگامی که محل اداره بفروش رفت، مأمور پست بود. ۴۴ سال خدمت وی در آن سال در گردهمایی به افتخار وی توسط مردم برگزار شد. یک انجمن محلی مدرسه شماره ۳۲۶۳ را در ۲۶ سپتامبر ۱۹۱۴ افتتاح نمود.

## انجمن
اقتصاد منطقه اساساً برپایه کشاورزی، عمدتاً گندم و گوسفند و همچنین گاوها و پرندگان مانند کبوتر اهلی می‌باشد.
باشگاه فوتبال مانانگاتانگ، یک تیم فوتبال استرالیایی است به نام مال‌لی در رقابت‌های لیگ فوتبال، شرکت می‌کند.
مانانگاتانگ دارای یک باشگاه مسابقه اسب سواری، کلوپ مسابقه مانانگاتانگ است که سالانه یک دور مسابقه را برگزار می‌کند، مسابقه جام مانانگاتانگ در روز Caulfield Guineas در ماه اکتبر برگزار می‌شود.
باشگاه گلف مانانگاتانگ برای علاقه‌مندان دایر است و در سال ۲۰۰۷ گرگان کیگان به عنوان رئیس باشگاه گلف انتخاب شد.
این شهر دارای کوچک‌ترین بیمارستان عمومی و خانه سالمندان ویکتوریا است. مانانگاتانگ همچنین دارای یک دبیرستان و دبستان ترکیبی، یک پیش دبستانی و یک باشگاه تنیس است.
گرد همایی مانانگاتانگ در دومین شنبه فوریه در حدود ساعت ۱۰:۳۰ هر سالانه برگزار می‌شود. محل این گردهمایی در باغ‌های فیتزروی، ملبورن است. این تجمع در نزدیکی درخت پری و کیوسک است. این گرد همایی بیش از ۷۵ سال است که ادامه دارد.